# Suchmos
Suchmos è un gruppo rock giapponese fondato nel 2013. Il nome della band prende ispirazione dal soprannome Satchmo di Louis Armstrong (musicista jazz). Lo stile della band è influenzata da rock, soul, jazz, hip hop, ecc.

## Storia

### 2013
I membri del gruppo sono compagni di lunga data: la madre di Hsu era un'amica della madre di Taiking; Taiking e OK si frequentano sin dall'asilo; Hsu e Taiking frequentavano la stessa scuola elementare; Kcee e OK sono fratelli; Taihei e Hsu hanno frequentato la stessa università, essendo Taihei nella classe successiva di Hsu. Yonce e OK si sono conosciuti in una band quando erano al liceo.
Prima dei Suchmos, alcuni dei membri avevano già formato un gruppo insieme. Questo primo gruppo creato nel 2007 e chiamato Ivory era composto da Hsu al basso, OK alla batteria, Taiking alla voce e Ayustat alla chitarra. Nel 2009 i 4 musicisti hanno partecipato ad un concorso nazionale di gruppo organizzato da un negozio di strumenti musicali, che ha successivamente permesso loro di trovare una casa di produzione.
Nel gennaio 2013, Hsu e OK creano il gruppo Suchmos con Ayustat e chiedono a Yonce di essere il cantante. La prima canzone che hanno registrato in studio, Miree, è stata composta da Hsu. OK invia lo spartito a Yonce che, trovandovi una certa freschezza, decide di accettare di unirsi al gruppo.
Lo stesso anno incontrano Satoru Kaneko della casa discografica Space Shower Music, che diventerà il manager del gruppo. Il signor Kaneko li trova un po' 'pretenziosi ma, poiché gli piace la voce di Yonce e l'atmosfera della band, li segue in concerto.

### 2014 - 2016:The Bay,Love & Vice,Mint Condition
Nel 2014, su consiglio del loro manager, si sono iscritti al "Rookie a Go-Go" del Fuji Rock Festival. Salgono sul palco nell'ultima parte del concerto del 26 luglio. La partecipazione al festival li spinge a comporre l'EP Essence e l'album The Bay. Alla fine del 2014 hanno iniziato a lavorare sull'EP.
L'EP Essence viene pubblicato su Space Shower Music l'8 aprile 2015. Questo EP contiene la canzone Fallin' da cui Kcee realizza un video musicale. Durante la registrazione di Essence, sorgono tensioni tra Ayustat, che è attratto dalla cultura underground, e gli altri membri della band, che vogliono provare a confrontarsi con le major dell'industria musicale. Ayustat ha lasciato la band nel maggio 2015, poco prima della registrazione del successivo album. Il gruppo chiede quindi a Taihei, che era il compagno di classe di Hsu al college, di entrare nel gruppo come tastierista, ed a Kcee, il fratello di OK, di fare il DJ. Allo stesso tempo, invitano Taiking, che era il cantante della loro prima band, a prendere il ruolo di chitarrista.
L'8 luglio 2015 è stato pubblicato il primo album in studio della band, The Bay. Ha raggiunto il 26º posto nella classifica settimanale di Oricon e il 16° nella Billboard Japan Top Albums. Il primo singolo "YMM" dall'album ha raggiunto il 44º posto su Billboard Japan Hot 100 e il 2° su J-Wave Tokio Hot 100. Nel dicembre 2015, hanno vinto il premio come miglior nuovo artista per il progetto annuale "Apple Music Best of 2015". Il 12 dicembre 2015, il loro primo evento indipendente "Suchmos the Blow Your Mind vol.1" si è tenuto al Roppongi Super Deluxe.
Il 17 gennaio 2016 è uscito il secondo EP Love & Vice. Ha raggiunto la Top 15 della classifica Oricon ed ha raggiunto il primo posto nella classifica generale degli album di iTunes. La canzone principale dell'EP "Stay Tune" ha vinto il primo posto al J-Wave Tokio Hot 100. Nel settembre 2016, è stato utilizzato come canzone commerciale del SUV compatto "Vezel" di Honda Motor. Ha raggiunto la posizione numero 10 nella Billboard Japan Hot 100 e ha raggiunto la top 10 della classifica musicale principale attraverso il singolo dell'album.
Dal 2 aprile al 23 aprile 2016 si è tenuto il loro primo tour dal vivo a livello nazionale, "Tour Love & Vice". Il 6 luglio 2016, hanno pubblicato il terzo EP Mint Condition. Il video musicale della canzone principale "Mint" (diretto da maxilla) è stato prodotto in collaborazione con Levi's e ha vinto The Best New Artist Video del 15° MTV Video Music Awards Japan. La canzone "Mint" ha raggiunto il 16 ° posto nella classifica Billboard Japan Hot 100.
Dal 16 al 29 ottobre 2016 si è tenuto il primo tour one-man della band, Tour Mint Condition. L'11 novembre 2016 si è tenuta una performance aggiuntiva intitolata Tour Mint Condition Extra Show.

### 2017:The Kidse creazione di un'etichetta indipendente
Il loro secondo album in studio, The Kids, è stato pubblicato il 25 gennaio 2017. È subito entrato al secondo posto nella classifica Billboard Japan Top Albums eraggiungono la top 3 Oricon per gli album più venduti in Giappone. Il 13 febbraio ha preso il primo posto della Billboard Japan Top Albums. A marzo, Suchmos ha preso parte all'album tributo Where, Who, What is PETROLZ, facendo una cover della canzone Ame dei PETROLZ
Il 27 aprile hanno tenuto un concerto allo Studio Coast di Shinkiba a Tokyo. In questa occasione, hanno annunciato di aver firmato un contratto con Sony Music e di aver creato l'etichetta: F.C.L.S..
Il nome dell'etichetta è composto dalle iniziali di First Choice Last Stance ed esprime la determinazione dei Suchmos a rimanere fedele allo spirito iniziale qualunque cosa accada. Il 5 luglio, la band ha pubblicato il suo primo lavoro con la F.C.L.S. intitolato First Choice Last Stance. Per celebrare il lancio dell'etichetta, tiene due eccezionali concerti all'aperto chiamati F.C.L.S. Dal vivo, uno nell'anfiteatro Hibiya a Tokyo il 2 luglio e l'altro nel parco del castello di Osaka il 9 luglio. In ottobre e novembre, ha girato tutto il Giappone con il Tour First Choice Last Stance.

### 2018 - presente:The Ashtray, andThe Anymal
Il 15 febbraio è uscito il singolo "808". È stata nominata come nuova canzone per la Honda "VEZEL" dopo "STAY TUNE".
Nell'agosto 2018, sono apparsi all' "Incheon Pentaport Rock Festival" a Incheon in Corea del Sud.
Il 20 gennaio 2019 è stata annunciata la prossima uscita del terzo album "THE ANYMAL ". Il 25 gennaio è stata pubblicata la canzone "WATER". La canzone è stata usata per commemorare il 30º anniversario dell'apertura di J-WAVE. Da marzo a maggio, si terrà un tour nazionale "Suchmos ARENA TOUR 2019". Il 27 marzo è stato pubblicato l'album "THE ANYMAL". L'album è piazzato al numero 3 nella classifica delle vendite di album di Billboard Japan. Il 31 maggio dello stesso anno, dopo essersi sottoposto ad un esame dettagliato a causa delle cattive condizioni fisiche, il bassista HSU è stato urgentemente ricoverato in ospedale e tutte le esibizioni del primo tour asiatico "Suchmos ASIA TOUR 2019" programmato dal 2 giugno sono state annullate.

### 2021 - presente: pausa indefinita
Il 3 febbraio 2021, è stato annunciato che la band sarebbe stata in pausa a tempo indeterminato dopo una discussione tra la band e i membri dello staff.
Il 15 ottobre 2021 sul sito ufficiale è stata annunciata la morte del bassista HSU.

## Stile musicale
La musica dei Suchmos include elementi come rock, soul, jazz, hip-hop e così via. Daisaku Nishio, ex redattore capo del giornale gratuito della Tower Record "bounce", sottolinea che la musica dei Suchmos ha una grande influenza dalla musica nera come il soul e il funk degli anni '70, l'acid jazz e l'R'n'B degli anni '90.

## Membri
- YONCE (よんす?) - Yōsuke Kasai (かさい ようすけ?), (29 agosto 1991, Chigasaki, prefettura di Kanagawa) - Voce. Il nome d'arte deriva dal suo soprannome "Yonsuke"  .
- Taiking - Totsuka Hiroyoshi (とつか たいき?), (10 maggio 1990, Yokohama, prefettura di Kanagawa) - Chitarra. Il padre, Tetsuya Totsuka, è un ex calciatore. Si è unito al gruppo nel maggio 2015[34].
- HSU - Kosugi Hayata (こすぎ はやた?), (29 giugno 1989, Yokohama, prefettura di Kanagawa) - Basso.
- OK - Kento Ōhara (おおはら けんと?), (27 agosto 1990, Yokohama, prefettura di Kanagawa) - Batteria. KCEE è suo fratello minore.
- Kcee - Kaiki Ōhara (おおはら かいき?), (18 settembre 1992, Yokohama, prefettura di Kanagawa) - DJ. Fratello minore di OK. Si è unito al gruppo nel 2015[34].
- Taihei - Sakurauchi Taihei (さくらうち たいへい?), (4 luglio 1992, Himi, prefettura di Toyama) - Tastiera.

### Ex membri
- Ayustat - Chitarra. Membro dal 2013 al 2015, è uscito dal gruppo prima della registrazione del primo album "The Bay"

## Discografia

### Album

#### Album in studio
| #   | Data di uscita  | Titolo     | Classifica | Classifica         | Certificazione |
| #   | Data di uscita  | Titolo     | Oricon     | Billboard GIAPPONE | Certificazione |
| --- | --------------- | ---------- | ---------- | ------------------ | -------------- |
| 1°  | 8 luglio 2015   | The Bay    | 26         | 16                 |                |
| 2°  | 25 gennaio 2017 | The Kids   | 2          | 1                  | - RIAJ : Oro   |
| 3 ° | 27 marzo 2019   | The Anymal | 4          | 3                  |                |

#### Mini album
| #  | Data di uscita | Titolo      | Classifica | Classifica         | Certificazione |
| #  | Data di uscita | Titolo      | Oricon     | Billboard GIAPPONE | Certificazione |
| -- | -------------- | ----------- | ---------- | ------------------ | -------------- |
| 1° | 20 giugno 2018 | The Ashtray | 2          | 2                  |                |

### EP
| #  | Data di uscita  | Titolo         | Classifica | Classifica         | Certificazione |
| #  | Data di uscita  | Titolo         | Oricon     | Billboard GIAPPONE | Certificazione |
| -- | --------------- | -------------- | ---------- | ------------------ | -------------- |
| 1° | 8 aprile 2015   | Essence        | 84         | -                  |                |
| 2° | 27 gennaio 2016 | Love&Vice      | 15         | -                  |                |
| 3° | 6 luglio 2016   | Mint Condition | 14         | -                  |                |

### Singoli
| #   | Data di uscita   | Titolo                     | Classifica | Classifica              | Certificazione | Album                                 |
| #   | Data di uscita   | Titolo                     | Oricon     | Billboard Japan Hot 100 | Certificazione | Album                                 |
| --- | ---------------- | -------------------------- | ---------- | ----------------------- | -------------- | ------------------------------------- |
| 7"  | 3 giugno 2015    | Miree / Pacific            | - -        | - -                     |                | The Bay                               |
| 12" | 23 novembre 2016 | The Bay                    | - -        | - -                     |                | The Bay                               |
| 1°  | 5 luglio 2017    | First Choice Last Stance   | 4          | -                       |                |                                       |
| 12" | 13 marzo 2019    | In The Zoo / Pacific Blues | -          | -                       |                | # 1 = The Anymal # 2 = Non registrato |

#### Singoli in edizione limitata
| #  | Data di uscita   | Titolo | Classifica              | Classifica                     | Certificazione | Album       |
| #  | Data di uscita   | Titolo | Billboard Japan Hot 100 | Billboard Japan Download Songs | Certificazione | Album       |
| -- | ---------------- | ------ | ----------------------- | ------------------------------ | -------------- | ----------- |
| 1° | 15 febbraio 2018 | 808    | 13                      | 8                              |                | The Ashtray |

## Premi
| Anno | Premio                              | Categoria                          | Candidatura / Album | Risultato |
| ---- | ----------------------------------- | ---------------------------------- | ------------------- | --------- |
| 2015 | Apple Music Best of 2015            | Miglior nuovo artista              | Suchmos             | Vittoria  |
| 2016 | 8° CD Shop Award                    | 関東ブロック賞 (Kanto Block Prize) | The Bay             | Vittoria  |
| 2016 | 15° MTV Video Music Awards Giappone | Miglior nuovo artista              | Mint                | Vittoria  |
| 2017 | 21° SPACE SHOWER MUSIC AWARDS       | Miglior Artista Innovativo         | Suchmos             | Vittoria  |
| 2017 | 59° Japan Record Award              | Miglior album                      | The Kids            | Vittoria  |
| 2017 | 1° Pen Creator Award 2017           |                                    | Suchmos             | Vittoria  |
| 2018 | 10° CD Shop Award                   |                                    | The Kids            | Vittoria  |
| 2018 | 22° SPACE SHOWER MUSIC AWARDS       | Miglior Artista Rock               | Suchmos             | Vittoria  |